# Charles-Philippe d'Orléans
Karel Filip Orleánský, celým jménem princ Karel Filip Maria Ludvík z Orleáns, vévoda z Anjou, (francouzsky prince Charles-Philippe Marie Louis d'Orléans, duc d'Anjou), (3. března 1973 v Paříži) je francouzský královský princ z rodu Bourbon-Orléans a emeritní 49. velmistr orleánské obedience Vojenského a špitálního řádu svatého Lazara Jeruzalémského. V současné době vykonává úřad velkopřevora francouzského velkopřevorství orleánské obedience a je předsedou její Mezinárodní řádové vlády.

## Život
Narodil se dne 3. března 1973 v Paříži jako třetí dítě a první syn prince Michaela Josefa Orleánského, Fils de France, hraběte z Évreux a hraběnky Béatrice Marie Pasquier de Franclieu. Princ má tři sourozence, dvě starší sestry, Clotildu (*1968), Adélaïde (*1971) a mladšího bratra Françoise, hraběte z Dreux (*1982). Krátce po jeho narození se rodina přestěhovala do Španělska, kde vyrostl a studoval na francouzském lyceu v Madridu. Později se vrátil do Francie, kde vystudoval Collège de Juilly a následně Lycée Charlemagne v Paříži. Po studiích politologie a mezinárodních vztahů začal pracovat jako atašé při Úřadu Vysokého komisaře OSN pro uprchlíky. Při své první diplomatické misi v roce 1994 byl vyslán do Rwandy, kde právě probíhala občanská válka. Mezi lety 1995 až 2003 byl vojákem z povolání a účastnil se několika mírových misí NATO, např. v Jugoslávii a Kosovu. Následně pracoval na francouzském ministerstvu obrany, připravoval francouzské předsednictví Evropské unii, a poté v soukromém sektoru, přičemž vystudoval doktorské studium v oboru vojenského zpravodajství a ekonomie.
V roce 2008 se v katedrále Nanebevzetí Panny Marie v portugalské Évoře oženil s Dianou Marianou de Mel, 11. vévodkyní de Cadaval, s níž má dceru Isabellu (*2012), jejímž kmotrem se stal současný španělský král Filip VI. Španělský. Od roku 2017 je též aktivně činný v nadaci monackého knížete Alberta II., která shání finance pro mnohé environmentální projekty.
Dne 12. září 2004 byl zvolen 49. velmistrem orleánské obedience Vojenského a špitálního řádu svatého Lazara Jeruzalémského. Mezi jeho nejvýznamnější počiny ve funkci patří dosažení obnovení Fons honorum, tedy vysoké ochrany královského domu Francie ze strany hlavy Jindřicha VII., hraběte pařížského, hlavy francouzské královské rodiny Bourbon-Orléans a pretendenta francouzského trůnu. Jindřich VII. se stal doživotním protektorem orleánské obedience řádu a tento závazek rozšířil na všechny své nástupce. Díky tomu tak řád po více než sto osmdesáti letech navázal na starobylou tradici patronátu od královského domu Francie, která sahá až do roku 1308, kdy řád vzal pod svou ochranu francouzský král Filip IV. Sličný. Dále založil nadaci Saint Lazare Foundation, která se zabývá zajišťováním přístupu k pitné vodě v chudých a nedostupných oblastech. Dne 19. září 2006 přijal při své návštěvě Prahy z rukou primátora Pavla Béma symbolický klíč od bran hlavního města Prahy.
V březnu roku 2010 oznámil, že na tento úřad z rodinných důvodů rezignuje, a svolal celosvětovou volební kapitulu řádu do francouzského města La Ferté-Saint-Aubin, kde měl být zvolen jeho nástupce. Tím se na základě výsledků volby dne 20. listopadu téhož roku stal jeho strýc Jan Josef IV. hrabě Dobrzenský z Dobrzenicz, který byl poté slavnostně uveden do úřadu v katedrále Svatého Kříže v Orléans jako 50. velmistr tohoto řádu. Po volbě svého nástupce přijal Charles-Philippe titul emeritního velmistra, a zároveň se od tohoto data ujal funkce velkopřevora francouzského velkopřevorství orleánské obedience a usedl v její Mezinárodní řádové vládě.

## Řády a vyznamenání
Rytířské řády:
- Rytíř velkokříže s hvězdou Vojenského a špitálního řádu sv. Lazara Jeruzalémského - GCLJ-J
- Officialis Magnus pro Merito - GOMLJ
- Komtur Imperátorského a carského řádu svatého Stanislava
- Komtur Řádu královny ze Sáby
- Šlechtický kříž Vojenského a špitálního řádu sv. Lazara Jeruzalémského

Zahraniční vyznamenání:
- Pamětní medaile NATO za misi v Jugoslávii
- Pamětní medaile NATO za misi v Kosovu

Francouzská vyznamenání:
- Médaille d'Outre-Mer
- Médaille de la Défense nationale
- Médaille de reconnaissance de la Nation
- Médaille commémorative française